# Innamoramento (singolo)
Innamoramento è il quinto singolo dell'omonimo album della cantautrice francese Mylène Farmer, pubblicato l'8 luglio 2000.
Il titolo della traccia (nonché dell'album da cui è estratto) è ispirato dal libro di Francesco Alberoni, Innamoramento e amore. Pubblicato nell'estate 2000, il singolo arriva alla 3ª posizione della chart single francese e scivolerà inesorabilmente nelle seguenti settimane. Vende 100 000 copie e non riceve alcuna certificazione.
Il videoclip, girato da François Hanss, ritrae immagini di Mylène Farmer immersa tra la natura affiancate alle immagini della versione live della canzone.

## Versioni ufficiali
1. Innamoramento (Single Version) (4:50)
2. Innamoramento (Album Version) (5:27)
3. Innamoramento (Version Les Mots) (5:15)
4. Innamoramento (Radio Edit) (4:17)
5. Innamoramento (Anamor Remix) (4:40)
6. Innamoramento (Darkness Remix) (5:28)
7. Innamoramento (Momento Dance Mix) (6:12)
8. Innamoramento (Version Live '00) (6:52)